# Маріт Боувместер
Маріт Боувместер  (нід. Marit Bouwmeester, 17 червня 1988) — нідерландська яхтсменка, олімпійська медалістка.

## Виступи на Олімпіадах
| Олімпіада   | Дисципліна   | Місце |
| ----------- | ------------ | ----- |
| Лондон 2012 | Лазер        | 2     |
| Ріо 2016    | Лазер-радіал | 1     |
| Токіо 2021  | Лазер-радіал | 3     |
| Париж 2024  | Лазер-радіал | 1     |